# الخط الزمني للحرب الأهلية السورية (يناير–أبريل 2019)
فيما يلي جدول زمني للحرب الأهلية السورية من يناير إلى أبريل 2019 يضم الأحداث والتطورات الإقليمية والقضايا المتعلقة.

## يناير 2019

### 1 يناير
- اشتباكات بين فصائل المتمردين في غرب حلب وإدلب للسيطرة على دارة عزة.[1]

### 2 يناير
- أبلغ المرصد السوري حقوق الإنسان عن مقتل 11 مدنياً، من بينهم 5 أطفال جراء قصف قوات التحالف على دير الزور.[2]

### 6 يناير
- بعد إعلان ديسمبر لسحب قواتها، فرضت الولايات المتحدة أمن حلفائها بقيادة الأكراد كشرط للانسحاب. في السابق، كانت تركيا قد أعلنت هجومًا ضد الاتحاد الديمقراطي لشمال سوريا بعد الانسحاب.[3]

### 8 يناير
- بدأت الوحدات العسكرية الروسية القيام بدوريات في المناطق المحيطة بمنبج وحولها، بما في ذلك العريمة [4]

### 11 يناير
- يؤكد التحالف المناهض لتنظيم الدولة الإسلامية (CJTF-OIR) أن عملية سحب القوات الأمريكية من سوريا قد بدأت رسميا.[5]

### 13 يناير
- نشر الصحفي محمد حسن صوراً على تويتر لقاعدة عمليات مشتركة في العريمة يتقاسمها الروس والحكومة السورية ومجلس منبج العسكري التابع للأكراد.[6] تضم تقارير وصور من الشرطة العسكرية الروسية أثناء قيامها بدوريات مشتركة مع مجلس منبج العسكري فيما سماه الروس «المنطقة الأمنية حول منبج» ظهرت على السطح في اليوم السابق. قال المتحدث باسم الشرطة العسكرية الروسية يوسوب مماتوف، «المهمة هي ضمان الأمن في منطقة المسؤولية (و) مراقبة الوضع وحركات التشكيلات المسلحة».[7]

### 15 يناير
- في مدينة منبج، أسفر هجوم انتحاري أعلنته داعش عن سقوط 19 ضحية على الأقل. من بينهم، أربعة جنود أمريكيين تم الإبلاغ عن مقتل أحدهم وجرح ثلاثة.[8]
- قوات سوريا الديمقراطية تستولي بالكامل على السوسة من داعش.[9]

### 17 يناير
- ردًا على الهجوم الأخير على الجنود الأمريكيين في منبج، صرح الرئيس الفرنسي إيمانويل ماكرون بأن داعش لم يهزم بعد ويؤكد التزامه بإبقاء الجنود الفرنسيين في سوريا طوال عام 2019 على الرغم من الانسحاب الأمريكي.[10]

### 18 يناير
- انفجار ضخم استهدف مقرًا لتحرير الشام في إدلب، مما أسفر عن مقتل 15 شخصًا وإصابة 20 آخرين. وورد أن سيارة مفخخة استخدمت في الهجوم.[11]

### 20 يناير
- أطلقت إسرائيل موجة من الهجمات الصاروخية والهجمات بالقنابل الموجهة ضد ما تعتبره مواقع لحزب الله وإيران في سوريا بعد اعتراض صاروخ إيراني مزعوم فوق مرتفعات الجولان. قتل 11 شخصًا في الضربات التي وقعت قبل الفجر، فيما زعمت روسيا أن 4 منهم كانوا من القوات السورية. كما تسببت الضربات في أضرار كبيرة في البنية التحتية لمطار دمشق الدولي.[12][13]

### 21 يناير
- هجوم انتحاري بسيارة لداعش يستهدف قافلة أمريكية يرافقها جنود من قوات سوريا الديمقراطية على طريق الشدادي - الحسكة في محافظة الحسكة، مما أسفر عن مقتل خمسة من أفراد قوات سوريا الديمقراطية. وقال شهود عيان إن سيارة SVBIED اصطدمت بسيارة تابعة لقوات سوريا الديمقراطية عند نقطة تفتيش تحتجزها القوات الكردية على بعد عشرة كيلومترات خارج شدادي بينما كانت القافلة الأمريكية تمر قبل فترة. لم يصب أي أميركي.[14]

### 22 يناير
- قامت قوات سوريا الديمقراطية بتأمين موزان والاستيلاء على معظم الصفافنة من الدولة الإسلامية في وادي نهر الفرات الأوسط. وقد تقلّصت سيطرة داعش الإقليمية في شرق سوريا على قريتي المراشدة والشجلة.[15]

### 23 يناير
- بعد هجوم مضاد لداعش، اقتحمت قوات سوريا الديمقراطية بلدتي الباغوز فوقاني والشجلة اللتان يسيطر عليهما داعش. صدرت تقارير عن اشتباكات عنيفة من داخل البغوز. وأفادت التقارير أن البلدتين قد تم تحريرهما فيما بعد.[16][17]

### 24 يناير
- فرضت الولايات المتحدة عقوبات على لواء فاطميون ولواء زينبيون لتقديمهم الدعم المادي لقوة القدس الإيرانية.[18]
- في موسكو، أكد كل من الرئيس الروسي فلاديمير بوتين والرئيس التركي رجب طيب أردوغان أنهما «يتعاونان بنشاط» في سوريا ويدعمان معاً فكرة إنشاء منطقة آمنة في شمال سوريا.[19]

### 29 يناير
- قال مدير المخابرات الوطنية الأمريكية، دان كوتس، في اجتماع للجنة الاستخبارات بمجلس الشيوخ، إن «الرئيس بشار الأسد هزم المعارضة ويسعى الآن للسيطرة على سوريا بأكملها».[20]
- أصبحت فرنسا أول دولة أوروبية تعيد المواطنين المعتقلين للاشتباه في صلتهم بتنظيم الدولة الإسلامية، حيث يُتوقع إعادة 130 من المشتبه بهم في تنظيم الدولة الإسلامية إلى فرنسا خلال الأسابيع القادمة. فقط الولايات المتحدة ولبنان وروسيا وإندونيسيا والسودان، وافقت حتى هذا التاريخ على إعادة مواطنيها. ومن بين المشتبه بهم أعضاء في " Artigat Network " سيئة السمعة التي دبرت عدة هجمات في فرنسا، بما في ذلك هجوم في نيس أسفر عن مقتل 87 شخصًا.[21]

### 31 يناير
- قضت محكمة أمريكية بأن حكومة بشار الأسد مسؤولة عن القتل خارج نطاق القانون لمراسل حرب صنداي تايمز ماري كولفين وأمرت السوريين بدفع 300 مليون دولار (228 مليون جنيه إسترليني) كتعويضات عقابية.[22]

## فبراير 2019

### 2 فبراير
- انهيار مبنى مكون من خمسة طوابق في منطقة صلاح الدين التي مزقتها الحرب في حلب، مما أدى إلى مقتل 11 شخصًا وتم إنقاذ شخص واحد فقط. كان الحي عبارة عن جبهة متمردة متنازع عليها بشدة خلال معركة حلب.[23]
- يرسل داعش رسائل عبر المهربين يطلبون فيها المرور الآمن إلى تركيا عبر القوات الكردية. وقد تم رفض الصفقة.[24]

### 7 فبراير
- يتلقى مخيم الركبان للاجئين على طول الحدود الأردنية السورية أول شحنة من المساعدات له خلال ثلاثة أشهر حيث وصلت 118 شاحنة من الأمم المتحدة والهلال الأحمر العربي السوري إلى المخيم بإمدادات لسكانها البالغ عددهم بين 40.000 و 45000 شخص.[25]

### 9 فبراير
- شنت قوات سوريا الديمقراطية هجومها الأخير على جيب داعش الباقي في وادي نهر الفرات الأوسط (ميرف).[26]
- أرسلت أرمينيا فريقًا من 83 من خبراء إزالة الألغام والعاملين في المجال الطبي وضباط الأمن لنزع فتيل الألغام وتقديم المساعدة الطبية لسكان حلب. تقدم روسيا النقل والمساعدة اللوجستية للمهمة.[27]

### 11 فبراير
- بعد اجتماع لوزيري دفاعهما في أنقرة، أعلنت روسيا وتركيا عن نواياهما المشتركة في السعي لإجراءات «حاسمة» لاستقرار الوضع في محافظة إدلب السورية. لم يحدد البيان المشترك الصادر ما هي التدابير أو متى قد تحدث.[28]

### 16 فبراير
- صرح وزير الخارجية البريطاني جيريمي هنت بأن سوريا ليس لديها «مستقبل» في عهد بشار الأسد لكنها كانت «عالقة» معه بسبب الدعم الروسي.[29]
- ذكر المرصد السوري لحقوق الإنسان أن 18 شخصًا على الأقل قتلوا وجرح كثيرون بعد قصف متقطع من الحكومة السورية على معرة النعمان وخان شيخون وحماة والمستوطنات المحيطة في منطقة إدلب التي يسيطر عليها المتمردون خلال اليومين الماضيين. ورد المتمردون بمدفع رشاش ونيران الصواريخ باتجاه مواقع الجيش العربي السوري.[30]

### 18 فبراير
- انفجاران يقتلان أكثر من 25 شخصًا وجرح 20 آخرين في إدلب [31]

### 21 فبراير
- أعلن حليفا الولايات المتحدة، فرنسا والمملكة المتحدة، إنهما لن يحتفظا بقواتهما في سوريا بعد انسحاب الولايات المتحدة.[32]
- أعلن البيت الأبيض أن 200 جندي أمريكي سيبقون في سوريا كقوة «لحفظ السلام» بعد الانسحاب. جاء هذا الإعلان بعد أن تحدث الرئيسان الأمريكي والتركي في وقت سابق من اليوم. تم رفع الرقم لاحقًا إلى 400.[33]

### 23 فبراير
- أكّد الرئيس التركي أردوغان أن أي «منطقة آمنة» محتملة على طول الحدود التركية يجب أن تكون تحت السيطرة التركية.[34]

### 25 فبراير
- الرئيس السوري بشار الأسد يلتقي الزعيم الإيراني علي خامنئي والرئيس حسن روحاني واللواء قاسم سليماني في طهران. وتعتبر أول زيارة علنية لطهران منذ عام 2010، قبل الحرب الأهلية.[35]

### 28 فبراير
- قوات سوريا الديمقراطية تكتشف قبرًا جماعيًا في الباغوز فوقاني يحتوي على عشرات الجثث مقطوعة الرأس، معظمها من اليزيديين.[36]

## مارس 2019

### 7 مارس
- قدمت فرق حقوق الإنسان القانونية قضايا إلى المحكمة الجنائية الدولية تزعم فيها ارتكاب جرائم حرب وجرائم ضد الإنسانية من قبل حكومة الأسد. قُدمت الدعاوى القضائية نيابة عن 28 لاجئًا سوريًا في الأردن يقولون إنهم أجبروا على الفرار من البلاد.[37]

### 13 مارس
- في أكثر عمليات القصف في الأسابيع، قصفت الطائرات الحربية السورية والروسية الجيب الذي يسيطر عليه المتمردون في إدلب - حماة - شرق اللاذقية، والتي تُعتبر «منطقة خفض تصعيد» منذ اتفاقية تجريد السلاح عام 2018. أكدت روسيا أنها بالتنسيق مع تركيا، استهدفت هيئة التحرير الشام ومخزونات الأسلحة التابعة لها. من بين عشرات الهجمات الصاروخية، صدرت تقارير عن استخدام القنابل الحارقة والعنقودية والذخائر. صعد الجيش السوري من قصفه للجيب المتمرد منذ فبراير 2019، مما تسبب في تهجير المدنيين للبلدات التي يسيطر عليها المتمردون في المنطقة العازلة. قال رجال الإنقاذ ووكالات الإغاثة إن الهجمات أسفرت عن مقتل العشرات من المدنيين وجرح المئات، وأدت إلى فرار عشرات الآلاف من الأشخاص إلى مناطق خط المواجهة إلى المخيمات والبلدات القريبة من الحدود التركية. نفى الجيش الاستهداف المتعمد للمدنيين.[38]

### 14 مارس
- تعلن القوات الديمقراطية السورية عن إحراز تقدم بعد اعتقال معسكر داعش على مشارف باغوز [39]

### 19 مارس
- قوات سوريا الديمقراطية والمقاتلين الأكراد يبلغون عن «تقدم كبير» في الحرب ضد داعش في باغوز؛ حيث تم تحرير المدينة بالكامل مع وجود عدد قليل من الجيوب الصغيرة على طول نهر الفرات.[40]

### 20 مارس
- قوات سوريا الديمقراطية تعلن أن مقاتلي داعش المتبقين في الباغوز يعملون في أنفاق على طول نهر الفرات.[41]

### 21 مارس
- أعلن الرئيس الأمريكي دونالد ترامب عن نيته الاعتراف بالسيادة الإسرائيلية على مرتفعات الجولان المتنازع عليها، وهي خطوة رحبت بها إسرائيل.[42]

### 23 مارس
- استولت القوات الديمقراطية السورية على آخر الأراضي التي تحتلها الدولة الإسلامية، منهية سيطرتها الإقليمية في سوريا.[43] وأعلن ترامب أن داعش قد تمت هزيمته «مئة بالمئة» وأنّه فقد كل الأراضي التي كان يسيطر عليها في سوريا والعراق.[44]

### 25 مارس
- الرئيس دونالد ترامب يوقع رسمياً على اعتراف الولايات المتحدة بسيادة إسرائيل على منطقة مرتفعات الجولان السورية خلال زيارة رئيس الوزراء الإسرائيلي بنيامين نتنياهو للولايات المتحدة، مبررًا ذلك بمخاطر الوجود الإيراني في سوريا.[45]

### 28 مارس
- مقتل 7 أشخاص على الأقل في حلب إثر الغارات الجوية في المنطقة؛ سوريا تلقي باللوم على إسرائيل في الهجوم.[46]

## أبريل 2019

### 1 أبريل
- ذكرت مصادر إعلامية أن زعيم داعش أبو بكر البغدادي يعتقد أنه مختبئ في أنفاق تحت الحدود العراقية السورية [47]

### 7 أبريل
- قُتل ما لا يقل عن 15 شخصًا جراء استمرار القصف بين الحكومة وقوات المتمردين في منطقتي إدلب وحماة، مما زاد من توتير الهدنة الرسمية التي تم التوصل إليها في عام 2018.[48]

### 12 أبريل
- ذُكر مقتل طفلين على الأقل وإصابة خمسة آخرين بعد العبث بلغم أرضي في حلب.[49]

### 13 أبريل
- أعلنت سوريا إن إسرائيل شنت غارات جوية على منشأة للأبحاث العسكرية بالقرب من مصياف تعرف باسم «مدرسة المحاسبة». وقد أشارت مصادر إلى استهداف مركز لتطوير الصواريخ في قرية بالقرب من مصياف، وقاعدة عسكرية قريبة يديرها مقاتلون تدعمهم إيران. أصابت الضربات 6 جنود على الأقل. ذكرت تقارير أن 17 أصيبوا وحدثت وفيات، بدون ذكر عددهم.[50]

### 20 أبريل
- ذكر المرصد السوري لحقوق الإنسان أنه في أكثر الهجمات دموية على القوات الموالية للحكومة منذ أسابيع، قتلت الخلايا الجهادية حوالي 50 مقاتلاً من القوات الحكومية في جميع أنحاء سوريا خلال الـ 48 ساعة الماضية. داعش تعلن مسؤوليتها عن الاعتداءات الجماعية.[51]
- أعادت كوسوفو 110 من مواطنيها من سوريا، بمن فيهم 72 طفلاً و 32 امرأة وأربعة رجال يشتبه في قتالهم من أجل داعش. تم اعتقال الرجال فور وصولهم إلى البلاد.[52]

### 24 أبريل
- قُتل شخص وأُصيب 5 آخرون في تفجير جنوب العاصمة دمشق، وقالت المصادر الرسميّة أن التفجير ناتج عن عبوة ناسفة زرعها إرهابيون في سيارة «بيجو» على الطريق السريع مما أدى لاحتراقها ومقتل صاحبها.[53]
- أعلنت قوات سوريا الديمقراطية عن تأسيس أول قوّة مسلّحة أرمنية خلال النزاع المسلح، تحت اسم قوات الشهيد «نوبار أوزانيان»، في قرية تل كوران بناحية تل تمر. وذلك خلال استذكار ضحايا الإبادة الجماعية للأرمن.[54]

### 29 أبريل
ذكرت وسائل الإعلام العالمية ظهور أبو بكر البغدادي زعيم تنظيم الدولة الإسلامية (داعش) للمرة الأولى منذ 2014، في فيديو مدته 40 ثانية، نشرته وكالة إعلامية دعائية للتنظيم. تحدًث فيه عن معركة الباغوز فوقاني وتفجيرات سريلانكا.